# Биатлон на Зимским олимпијским играма 2018 — штафета мешовито
Такмичење мешовитих штафета у биатлону, дисциплини која је други пут на програму на Зимским олимпијским играма 2018. у Пјонгчангу, (Јужна Кореја) одржано је 20. фебруара на комплексу за скијашко трчање и биатлон Алпензија са почетком у 20.15 часова по локалном времену.

## Правила такмичења
Мешовита штафета је најмлађа дисциплина у биатлону а састављена је од два мушкарце и две жене. Прво трче жене 2 х 6 км, а затим мушкарци 2 x 7,5 км. Остало је све исто као код других штафета. Сваки такмичар има два гађања - једно у лежећем и једно у стојећем ставу. За свако гађање (5 мета) такмичар има 8 метака, од којих 5 иду у шанжер, а преостала три (уколико буду потребни) морају се ручно напунити. Уколико и после испуцаних 8 метака, има непогођених мета, трчи се казнени круг од по 150 м за сваки промашај. Први тркачи свих екипа крећу у исто време, а сваки следећи, зависно од тога којим редом његов претходник из тима стигне на место предаје штафета. Предаја се врши додиривањем, на било ком месту на телу, у „зони“ предаје дугој 50 метара. Прво гађање, прве такмичарке је на мети која одговара стартном броју штафете, а друго по редоследу стизања на гађање.

## Земље учеснице
Учествало је 80 такмичара (16 штафета) из 20 земаља.
1. Аустрија 4
2. Белорусија 4
3. Бугарска 4
4. Канада 4
5. Чешка 4
6. Финска 4
7. Француска 4
8. Немачка 4
9. Италија 4
10. Казахстан 4
11. Литванија 4
12. Норвешка 4
13. Пољска 4
14. Русија (ОАР) 4
15. Словачка 4
16. Словенија 4
17. Швајцарска 4
18. Шведска 4
19. Украјина 4
20. Сједињене Америчке Државе 4

## Резултати
| Пласман | Ст. бр | Земља                                                                                       | П (Л+С)                                   | Ук                                      | ВП                              | ПП       | ВЕ                                          | ПЕ       | Заостатак                      |
| ------- | ------ | ------------------------------------------------------------------------------------------- | ----------------------------------------- | --------------------------------------- | ------------------------------- | -------- | ------------------------------------------- | -------- | ------------------------------ |
|         | 7      | Мари Дорен Абер · Анаис Бескон · Симон Дестије · Мартен Фуркад · Француска                  | 0+0+0+0 0+1+0+3 0+0+0+0 0+1+0+3           | 0+0 0+4 0+0 0+4                         | 15:51,1 16:46,4 17:58,4 17:58,4 | 3 9 2 1  | 15:51,1 32:37,5 50:35.9 1:08:34.3 1:08:34,3 | 3 4 3 1  | +7,0 +48,9 +32,6 0+0           |
|         | 1      | Марте Олсбу · Тирил Екхоф · Јоханес Тингнес Бе · Емил Хегле Свендсен · Норвешка             | 0+2+0+1 0+2+1+3 0+0+0+1 0+1+0+1 0+4+1+6   | 0+3 1+5 0+1 0+2 1+11                    | 16:16,9 16:55.1 17:24,4 18:25,3 | 9 11 1 2 | 16:6,9 33:12,0 50:36,4 1.08:55,2 1.08:55,2  | 9 10 4 2 | +32,8 1:23,4 +33,1 +20,9 +20,9 |
|         | 2      | Лиза Витоци · Доротеа Вијерер · Лукас Хофер · Доминик Виндиш · Италија                      | 0+0+0+0 0+0+0+3 0+0+0+1 0+1+0+2 0+1+0+7   | 0+0 0+3 0+1 0+3 0+7                     | 15:44,1 16:34,4 18:14,4 18:25,3 | 1 6 8 4  | 15:44,1 32:18,5 50:35,9 1,09:01,2 1.09:01,2 | 1 2 2 3  | +0,0 +29,9 +32,6 +26,9 +26,9   |
| 4.      | 3      | Ванеса Хинц · Лаура Далмајер · Ерик Лесер · Арнд Пајфер · Немачка                           | 0+0+0+0 0+0+0+1 0+0+0+1 0+2+1+3           | 0+0 0+1 1+5 1+7                         | 5:46,3 16:02,3 18:14,7 18:58,2  | 2 2 6 13 | 5:46,3 31:48,6 50:03,3 1.09:01,5 1.09:01,5  | 2 1 4    | 2,2 0+0 0+0 +27,2              |
| 5.      | 11     | Надежда Скардино · Дарја Дормачева · Сергеј Бочарников · Владимир Чепелин · Белорусија' ·   | 1:09:29.8 16:10.7 16:10.5 18:29.8 18:38.8 | 0+2 0+1 0+0 0+0 0+0 0+1 0+1 0+0         | +55.5                           |          |                                             |          |                                |
| 6.      | 8      | Лаура Тојванен · Кајса Мекерејнен · Теро Сепеле · Оли Хиденсало · Финска ·                  | 1:09:38.2 16:46.6 16:01.2 18:30.6 18:19.8 | 0+1 0+2 0+0 0+1 0+0 0+0 0+1 0+1 0+0 0+0 | +1:03.9                         |          |                                             |          |                                |
| 7.      | 10     | Ирина Варвинец · Јуија Џима · Дмитро Пидружњи · Артем Прима Украјина ·                      | 1:09:46.4 16:18.6 16:29.6 18:22.9 18:35.3 | 0+3 0+2 0+1 0+0 0+1 0+0 0+1 0+1 0+0 0+1 | +1:12.1                         |          |                                             |          |                                |
| 8.      | 13     | Вероника Виткова · Маркета Давидова · Ондреј Моравец · Михал Крчмарж · Чешка ·              | 1:10:13.6 16:07.4 16:54.6 18:24.4 18:47.2 | 0+5 0+3 0+2 0+1 0+3 0+0 0+0 0+1         | +1:39.3                         |          |                                             |          |                                |
| 9.      | 6      | Уљана Кајшева Татјана Акимова Фредерик Линдстрем Матвеј Елисејев Русија (ОАР)               | 1:10:49.1 16:20.9 16:41.9 18:16.9 19:29.4 | 0+6 0+4 0+2 0+1 0+0 0+1 0+1 0+1 0+3 0+1 | +2:14.8                         |          |                                             |          |                                |
| 10.     | 18     | Лиза Хаузер · Катарина Инерхофер · Симон Едер · Julian Eberhard · Аустрија ·                | 1:10:56.3 16:53.8 17:09.9 18:11.5 18:41.1 | 0+6 0+8 0+1 0+3 0+2 0+3 0+1 0+0 0+2 0+2 | +2:22.0                         |          |                                             |          |                                |
| 11.     | 5      | Мона Брорсон · Хана Еберг · Јеспер Нелин · Фредерик Линдстрем · Шведска ·                   | 1:11:07.5 17:37.5 16:23.7 18:29.5 18:36.8 | 0+2 2+6 0+0 2+3 0+0 0+1 0+2 0+1 0+0 0+1 | +2:33.2                         |          |                                             |          |                                |
| 12.     | 15     | Розана Крофорд · Џулија Рансом · Брендон Грин · Кристијан Гоу · Канада ·                    | 1:11:11.0 16:18.8 17:14.5 18:57.9 18:39.8 | 0+2 0+7 0+1 0+1 0+0 0+2 0+1 0+2 0+0 0+2 | +2:36.7                         |          |                                             |          |                                |
| 13.     | 9      | Елиса Гаспарин · Лена Хеки · Бењамин Вегер · Серафин Вистнер · Швајцарска ·                 | 1:11:31.4 16:48.1 17:21.8 18:02.7 19:18.8 | 1+6 0+7 0+1 0+3 1+3 0+2 0+1 0+0 0+1 0+2 | +2:57.1                         |          |                                             |          |                                |
| 14.     | 12     | Уршка Поје · Ања Ержен · Клемен Бауер · Јаков Фак · Словенија ·                             | 1:11:55.6 16:55.3 17:59.5 18:05.0 18:55.8 | 0+0 1+7 0+0 0+2 0+0 1+3 0+0 0+0 0+0 0+2 | +3:21.3                         |          |                                             |          |                                |
| 15.     | 19     | Сузан Данкли · Џоана Рид · Тим Берк · Лоуел Бејли · САД                                     | 1:12:05.4 16:07.9 18:50.7 18:29.1 18:37.7 | 0+3 3+6 0+2 0+0 0+0 3+3 0+0 0+3 0+1 0+0 | +3:31.1                         |          |                                             |          |                                |
| 16.     | 14     | Магдалена Гвиздоњ · Камила Жук · Анджеј Нендза Кубинец · Гжегож Гузик Пољска                | 1:12:17.9 16:10.0 16:38.8 19:39.3 19:49.8 | 0+4 0+4 0+1 0+0 0+0 0+2 0+0 0+1 0+3 0+1 | +3:43.6                         |          |                                             |          |                                |
| 17.     | 16     | Емилија Јорданова · Данијела Кадева · Красимир Анев · Владимир Илијев · Бугарска            | 1:12:31.7 16:49.9 17:46.0 18:56.2 18:59.6 | 0+7 0+4 0+1 0+0 0+2 0+1 0+1 0+3 0+3 0+0 | +3:57.4                         |          |                                             |          |                                |
| 18      | 20     | Галина Вишњевска · Алина Рајкова · Роман Јеремин · Максим Браун · Казахстан                 | 1:14:13.7 16:09.1 17:39.5 20:12.0 20:13.1 | 3+4 0+3 0+0 0+1 3+3 0+0 0+1 0+1         | +5:39.4                         |          |                                             |          |                                |
| 19.     | 4      | Наталија Кочергина · Дијана Расимовицијуте · Томас Каукенас · Витаутас Стролија · Литванија | 0+2+1+3 0+0+0+2 0+2+1+5                   | 4+6 1+4 5+10                            | 18:16,3                         | 19       | 18:16,3                                     | 19 Круг  | +2:32,2                        |
| 20.     | 4      | Паулина Фалкова · Анастасија Кузмина · Матеј Казар · Мартин Оченаш · Словачка               | 4+3+1+3 0+3+0+1 4+6+1+3                   | 1+5 0+2 1+7                             | 21:33,9                         | 20       | 21:33,9                                     | 20 Круг  | +5:49,8                        |

- Круг = Такмичарка престигнута за цео круг и нема резултат.